# Charles Parnell (acteur)
Charles Parnell est un acteur américain.

## Filmographie

### Télévision
- 2003 : Le Justicier de l'ombre : officier (saison 1, épisode 12, A Dangerous Game)
- 2004 : New York, police judiciaire : Mike Warner (saison 15, épisode 9, All in the Family)
- 2004-2015 : The Venture Bros. : Jefferson Twilight, Monsieur 1 et Mandalay (voix, 12 épisodes)
- 2005-2008 : La Force du destin : Derek Frye (82 épisodes)
- 2005 : FBI : Portés disparus : Nuru (saison 4, épisode 1, Showdown)
- 2008 : Les Experts : Miami : FBI Agent Jacobs (saison 7, épisode 8, Gone Baby Gone)
- 2008 : Bones : Capitaine Blake (saison 4, épisode 10, The Passenger in the Oven)
- 2009 : 90210 Beverly Hills : Nouvelle Génération : Franklin Whitley (saison 1, épisode 12, Hello, Goodbye, Amen)
- 2009 : Lie to Me : Major Harris (saison 1, épisode 2, Moral Waiver)
- 2009 : NCIS : Enquêtes spéciales : Marine Colonel Dick Jestern (saison 7, épisode 2, Reunion)
- 2009 : Les Experts : Miami : Gavin Webb (saison 8, épisode 5, Bad Seed)
- 2010 : Forgotten : Dan Freeman (saison 1, épisode 16, Designer Jane et épisode 17 Living Doe)
- 2011 : Fringe : Dr James Falcon (saison 3, épisode 11, Reciprocity)
- Depuis 2012 : North Woods Law (en) : narrateur (13 épisodes)
- 2013 : Longmire : Agent Stanley (saison 2 épisode 1 Unquiet Mind)
- 2014 : Constantine : Nommo (saison 1, épisode 4, A Feast of Friends)
- 2014-2018 : The Last Ship : Petty Jeter (23 épisodes)

### Film
- 2004 : Mind the Gap (en) d'Eric Schaeffer (en) : John McCabe
- 2006 : Everyone's Hero de Colin Brady (en) : voix additionnelles
- 2007 : Charlie Banks de Fred Durst : Assistant Worsheck
- 2008 : Diminished Capacity (en) de Terry Kinney : Guarde de Merkel no 2
- 2009 : Mississippi Damned (en) de Tina Mabry : Willie Roy
- 2011 : Pariah de Dee Rees : Arthur
- 2014 : Transformers : L'Âge de l'extinction de Michael Bay : directeur de la CIA
- 2022 : Top Gun: Maverick de Joseph Kosinski : le contre-amiral Solomon « Warlock » Bates
- 2023 : Mission impossible : Dead Reckoning de Christopher McQuarrie : représentant du NRO
- 2023 : The Killer de David Fincher : Hodges
- 2025 : Mission: Impossible - The Final Reckoning de Christopher McQuarrie : représentant du NRO

### Jeu vidéo
- 2005 : The Warriors : Masai
- 2007 : Manhunt 2 : La Legion
- 2008 : Grand Theft Auto IV : foule de Liberty City
- 2013 : Grand Theft Auto V : population locale
- 2014 : Call of Duty: Advanced Warfare : voix additionnelles
- 2014 : The Crew : Harry